# Domaine de Mizusawa
Le domaine de Mizusawa (水沢藩) est un domaine féodal japonais situé dans la province de Mutsu (de nos jours district de Mizusawa à Ōshū dans la préfecture d'Iwate), durant l'époque d'Edo. Il s'agit d'un domaine secondaire (支藩) du domaine de Sendai. Le domaine en tant qu'entité séparée ne dure pas longtemps et est finalement réabsorbé dans le territoire de Sendai.
Tôt au début du gouvernement du clan Date, la région est sous la responsabilité de Shiroishi Munezane.
Parmi les personnalités originaires du domaine, on compte le médecin rangaku Choei Takano, l'homme d'État Shimpei Gotō et l'amiral et premier ministre Saitō Makoto.

## Source de la traduction
- (en) Cet article est partiellement ou en totalité issu de l’article de Wikipédia en anglais intitulé « Mizusawa Domain » (voir la liste des auteurs).